# Copa de Campeones de Chile Sub-19
La Copa de Campeones de Chile Sub-19 es una competición oficial de fútbol profesional juvenil de Chile, que se disputa anualmente entre los clubes campeones de los Torneos Sub-19 de Apertura y de Clausura de cada temporada. El ganador clasifica a la Copa Libertadores Sub-20.
Es organizada por la Asociación Nacional de Fútbol Profesional de Chile (ANFP), perteneciente a la Federación de Fútbol de Chile, y se juega desde 2011.
El actual campeón es Colo-Colo, tras haber vencido a Huachipato por 4-2 en tiros desde el punto penal en el Complejo Deportivo Quilín.

## Historial
| Año  | Campeón                  | Resultado | Subcampeón               |  | Sede                                                  |
| 2011 | Unión Española           |           |                          |  |                                                       |
| 2012 | Palestino                |           |                          |  |                                                       |
| 2013 | Universidad Católica (A) | 3-0       | Santiago Wanderers (C)   |  | Complejo Deportivo Quilín, Peñalolén, Santiago        |
| 2014 | Colo-Colo (C)            | 2-0       | Cobreloa (A)             |  | Complejo Deportivo Quilín, Peñalolén, Santiago        |
| 2015 | Huachipato (A)           | 4-1       | Palestino (C)            |  | Complejo Deportivo Quilín, Peñalolén, Santiago        |
| 2016 | Everton (A)              | 2-0       | Universidad de Chile (C) |  | Estadio Municipal de La Pintana, La Pintana, Santiago |
| 2017 | Colo-Colo (A)            | 3-0       | Palestino (C)            |  | Estadio Municipal de La Pintana, La Pintana, Santiago |
| 2018 | Everton                  |           |                          |  |                                                       |
| 2019 | Colo-Colo (A)            | 2-2 (4-2) | Huachipato (C)           |  | Complejo Deportivo Quilín, Peñalolén, Santiago        |

## Palmarés
| Equipo               | Campeón              | Subcampeón     |
| -------------------- | -------------------- | -------------- |
| Colo-Colo            | 3 (2014, 2017, 2019) | 0              |
| Everton              | 2 (2016, 2018)       | 0              |
| Palestino            | 1 (2012)             | 2 (2015, 2017) |
| Huachipato           | 1 (2015)             | 1 (2019)       |
| Unión Española       | 1 (2011)             | 0              |
| Universidad Católica | 1 (2013)             | 0              |
| Santiago Wanderers   | 0                    | 1 (2013)       |
| Cobreloa             | 0                    | 1 (2014)       |
| Universidad de Chile | 0                    | 1 (2016)       |